# Laura Antoniou
Laura Antoniou (nascuda el 1963) és una novel·lista dels Estats Units. És autora de la sèrie de novel·les de temàtica BDSM The Marketplace, publicades amb el pseudònim de Sara Adamson.

## Carrera
Laura Antoniou és coneguda pel seu treball com a editora i pionera en el camp de la literatura contemporània i com a editora d'antologies d'eròtica lèsbica, incloent-hi la sèrie Leather Women, Some Women i By Her Subdued, No Other Tribute, i una col·lecció de contes curts i assaigs titulada The Catalyst and Other Works. El 2011 guanya el premi John Preston de Ficció Curta de la National Leather Association pel seu conte "That's Harsh", publicat electrònicament en The Slave.
La ficció de Laura Antoniou i els seus assaigs sobre punts de vista alternatius dels rols sexuals els han citat alguns escriptors sobre l'evolució de la ficció eròtica i sobre la política social dels rols de gènere. L'escriptora Tanya Trepanier ha descrit Antoniou com a part d'una tendència de novel·listes que exploren formes híbrides d'identitat, inclosa la cultural i sexual, que no encaixen en categories fàcils, i empren la narració com una manera d'entendre les identitats que no es poden definir de manera tradicional. Analitzant la ficció eròtica femenina actual, Carolyn Allen cita els escrits d'Antoniou per a descriure el concepte que totes les relacions entre les persones contenen elements d'intercanvi de poder, en què una parella assumeix el rol més dominant, fins i tot en les interaccions quotidianes. Nikki Sullivan, professora d'Estudis Culturals i Crítics de la Universitat Macquarie, en l'assaig Sadomasochism as Resistance? fa referència a la descripció de Laura Antoniou dels rols sexuals com una estructura solta, deguda a les moltes opcions disponibles per als participants, i n'és l'element clau la tria de quin participant condueix les activitats.
Els escrits d'Antoniou es troben al Museu del Cuir.